# Vietnamská filozofie
Vietnamská filozofie byla ovlivněna množstvím náboženských a filozofických systémů.

## Starověká
Dějiny filozofického myšlení ve Vietnamu sahají do dávné minulosti.

## 19.–20. století
Ve Vietnamu v předvečer vpádu francouzských kolonizátorů (1858) stále vládly feudální výrobní vztahy, v jejichž lůně se však již utvářely předpoklady pro vznik a rozvoj kapitalistických vztahů. Vládnoucí ideologií ve vietnamské společnosti byl konfucianismus.
Přeměna Vietnamu v kolonii rozštěpila třídu feudálů. Z feudálních kruhů se vydělila vlastenecky naladěná část, která se pokusila klást odpor agresorům, což způsobilo vznik protikolonialistického hnutí Cần Vương. Jeho vůdcove a ideologové si nekladli za cíl dát tomuto hnutí buržoazně demokratický směr a hájily staré feudální pořádky. Teprve od počátku 20. století se ve Vietnamu začala utvářet buržoazní ideologie, jejímž nositelem byla vlastenecká část staré inteligence — „si-phu“. V těchto letech vane do starého, zaostalého Vietnamu nový duch — především názory francouzských osvícenců 18. století o svobodě, rovnosti a bratrství, které se nápadně lišily od koloniální politiky francouzské správy. Z Japonska sem pronikají názory „období Meidži“, z Číny ideologie reformátorských směrů a nakonec Sunjatsenovo učení o demokratické republice. Rozšíření buržoazně demokratických názorů značně zesílilo pod vlivem Ruské revoluce 1905 a čínské revoluce, která následovala v r. 1911. V letech 1905–1908 se ve Vietnamu formují dva buržoazní ideologické směry: reformistický a revolučně demokratický. Ideologové prvého směru hlásali názory francouzských osvícenců 18. století — Voltaira, Montesquieua a Rousseaua a stáli na pozicích protifeudálního a protiabsolutistického boje. V čele tohoto směru stál veřejný činitel a publicista Phan Châu Trinh. Základní obsah tohoto směru tvořily reformátorské názory a myšlenky „sociálního obrození“, jejichž pramenem bylo Japonsko a Čína. Druhý směr byl zastoupen přívrženci ozbrojeného boje, kteří vystupovali s heslem “krev za krev”. Tento směr měl výrazný protikoloniální charakter. Jeho nejvýznamnějším představitelem byl vietnamský vlastenec, veřejný činitel — demokrat Phan Bội Châu.